# Santiria apiculata
Santiria apiculata är en tvåhjärtbladig växtart som beskrevs av Alfred William Bennett. Santiria apiculata ingår i släktet Santiria och familjen Burseraceae.

## Underarter
Arten delas in i följande underarter:
- S. a. pilosa
- S. a. rubra